# Ваш выход, или Шутов хоронят за оградой
«Ваш выход, или Шутов хоронят за оградой» — повесть харьковских писателей Дмитрия Громова и Олега Ладыженского, пишущих под псевдонимом Генри Лайон Олди. Входит в цикл «Бездна голодных глаз»:42.

## Сюжет
Главный герой, культработник широкого профиля, по случайности стал свидетелем задержания серийного убийцы. Серийный убийца вскоре погибает, завещая Валерию некий странный предмет: шар-в-шаре-в-шарике. Отказаться от него и выбросить его невозможно — и склонность к ремеслу убийцы-психопата, лишавшего жертв жизни, разыгрывая с ними сцены из известных пьес, унаследовал главный герой. Перед Валерием встаёт проблема: как справиться с собственной тягой к убийствам и не стать марионеткой странного шара, наблюдая за своими поступками из «зрительного зала»?

## Художественные особенности
На протяжении повести авторами нагнетается страх, читатель постепенно проникается положением героя, по видимости безвыходным. Мистика сочетается с чертами жизненности и правдоподобности описываемого, которым способствует, в частности, авторский юмор. Развязка оказывается не только неожиданной, но и (как отмечает рецензент сетевого журнала «Darker» А. Мельник) «прекрасной в своей сатирической подоплёке».
«Ваш выход…» написан на стыке прозы и драматургии, и в ключевых ситуациях повествование переходит в сцены из спектакля, содержащие прорисовку мизансцен, освещения, декоративно-художественного и музыкально-шумового оформления. На этом приеме выстроена вся повесть, включающая в себя девятнадцать небольших разделов и пять явлений.

## Главные герои
- Смоляков Валерий Яковлевич — главный герой, культработник широкого профиля, массовик-затейник.
- Качка Матвей Андреевич — старший следователь по особо важным делам МВД. Вёл дело Скомороха, обращался к Смолякову за консультациями.
- Сартинаки Евграф Глебыч — вахтёр, обладающий даром видеть смерть других. Открыл Смолякову тайну наследства. Возможно, это Сарт.